# Ограничение понятий
Ограничение понятия — логическая операция, состоящая в прибавлении к содержанию понятия нового признака, наличие которого в содержании понятия сужает его объём. При этом исходное понятие будет родовым, а в результате его ограничения получается видовое понятие. Например, «движение ссудного капитала» — «международный кредит».
Пределом для операции ограничения понятия является единичное понятие, объём которого состоит из одного единственного предмета.
Противоположностью данной логической операции является обобщение понятия.
Результатом логической операции ограничения является гипоним.